# Stazione Shōwa
I lavori di realizzazione della base permanente Shōwa (昭和基地 Shōwa Kichi, talvolta traslitterata Syowa), in Antartide, iniziarono il 29 gennaio 1957, durante la prima Japanese Antarctic Research Expedition. Ubicata su una superficie rocciosa a quattro chilometri dalla costa, nella Isola Ongul Orientale, sorge a 69°00′ lat. S, 39°35′ long. E, 29 m di quota e rappresenta il punto di riferimento delle ricerche giapponesi in Antartide.

## Clima
L'archivio meteorologico 1957-2006 è mancante dei dati per gli anni 1958 e 1962-65. La temperatura media annua, calcolata sui restanti, è di −10,5 °C (deviazione standard: 0,8 °C). Dato il clima oceanico, che contraddistingue tutta la costa antartica, gennaio risulta essere il mese più caldo (−0,7 °C); il semestre invernale è invece poco caratterizzato dal kernlose winter, poiché aprile fa segnare una media di 9,9 °C, che scende a −19,3 °C ad agosto. Gli estremi termici si collocano fra una minima di −45,3 °C (4 settembre 1982) e una massima di 10,0 °C (21 gennaio 1977). La pressione media, ridotta al livello del mare, risulta di 986,6 hPa, mentre il vento medio è di 6,5 m/s con un massimo di 61,2 m/s registrato il 27 maggio 1996.
Il quadro della storia climatica su base decennale, dopo aver mostrato una lieve fase di optimum nel XX secolo, mette in luce una maggiore variabilità intrannuale, con una tendenza di difficile interpretazione ma che, per similitudine, rammenta quella di Mirnyj:
- 1967-76  −10,68 °C
- 1977-86  −10,15 °C
- 1987-96  −10,53 °C
- 1997-06  −10,38 °C

## Logistica e identificativi
Shōwa, che funge da base logistica per le stazioni semi permanenti Mizuho e Dome Fuji, dispone di 47 edifici per una superficie totale di 6.400 m² circa, dove può ospitare fino a un massimo di 110 persone durante la stagione estiva, che si riducono a 40, in media, durante l'inverno. Per il suo funzionamento, annualmente utilizza 450 m3 di carburante e 2.088 m3 di acqua potabile ricavata per fusione del ghiaccio e trattata. Shōwa fa parte della rete dell'Organizzazione Meteorologica Mondiale: il codice identificativo è 89532.

## Nella cultura di massa
La stazione Showa è la base da cui partono le esplorazioni e le ricerche svolte dal team al centro delle vicende narrate nell'anime A Place Further Than the Universe.
Il film Antarctica è ambientato nella stazione Showa e nei suoi dintorni.